# Бор (Дзержинское сельское поселение)
Бор — деревня в Дзержинском сельском поселении Лужского района Ленинградской области.

## История
Деревня Бор упоминается на карте Санкт-Петербургской губернии Ф. Ф. Шуберта 1834 года.

БОР — деревня принадлежит: чиновнице 14 класса Анне Энгельгарт, число жителей по ревизии: 11 м. п., 10 ж. п.

капитанше Александре Тюкиной, число жителей по ревизии: 13 м. п., 14 ж. п.

коллежской асессорше Марье Казаковой, число жителей по ревизии: 12 м. п., 11 ж. п.

капитанше Анне Ивановой, число жителей по ревизии: 12 м. п., 12 ж. п.

фрейлине Де-Траверсе, число жителей по ревизии: 12 м. п., 13 ж. п.

чиновнику 5-го класса Козловскому, число жителей по ревизии: 12 м. п., 11 ж. п. (1838 год)

Деревня Бор отмечена на карте профессора С. С. Куторги 1852 года.

БОР — деревня господина Де-Траверсе, по просёлочной дороге, число дворов — 16, число душ — 52 м. п. (1856 год)

Согласно X-ой ревизии 1857 года деревня состояла из двух частей:

1-я часть: число жителей — 31 м. п., 28 ж. п.
  
2-я часть: число жителей — 30 м. п., 30 ж. п.

БОР НИКИФОРОВ — деревня и мыза владельческие при озере Череменецком и реке Луге, число дворов — 17, число жителей: 65 м. п., 54 ж. п.; Церковь православная. (1862 год)

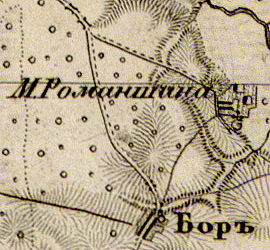
Деревня Бор на карте 1863 года

Согласно подворной описи Борского общества Кологородской волости 1882 года, деревня состояла из двух частей:
 
1) бывшее имение Буйницкого, домов — 15, душевых наделов — 31, семей — 12, число жителей — 57 м. п., 43 ж. п.; разряд крестьян — собственники.
  
2) бывшее имение Траверсе, домов — 23, душевых наделов — 30, семей — 13, число жителей — 47 м. п., 47 ж. п.; разряд крестьян — собственники.
В XIX веке деревня административно относилась к Кологородской волости 2-го земского участка 1-го стана Лужского уезда Санкт-Петербургской губернии, начале XX века — 2-го стана.
По данным «Памятной книжки Санкт-Петербургской губернии» за 1905 год деревня Бор входила в состав Боровского сельского общества.
С 1917 по 1923 год деревня Бор входила в состав Боровского сельсовета Кологородской волости Лужского уезда.
С 1924 года, в составе Естомичского сельсовета.

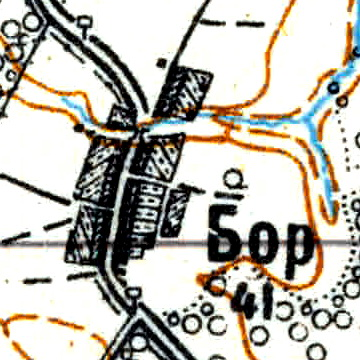
Деревня Бор на карте 1926 года

Согласно топографической карте 1926 года деревня насчитывала 41 двор.
С февраля 1927 года, в составе Лужской волости. С августа 1927 года, в составе Лужского района.
По данным 1933 года деревня Бор входила в состав Естомического сельсовета Лужского района.
С 1 августа 1941 года по 31 января 1944 года деревня находилась в оккупации.
В 1965 году население деревни Бор составляло 119 человек.
По данным 1966 года деревня Бор также входила в состав Естомического сельсовета.
По данным 1973 и 1990 годов деревня Бор входила в состав Дзержинского сельсовета.
По данным 1997 года в деревне Бор Дзержинской волости проживали 142 человека, в 2002 году — 134 человека (русские — 97 %).
В 2007 году в деревне Бор Дзержинского СП проживали 139 человек.

## География
Деревня расположена в юго-восточной части района на автодороге 41К-142 (Луга — Медведь).
Расстояние до административного центра поселения — 10 км.
Расстояние до ближайшей железнодорожной станции Луга — 14 км.

## Демография
| 1838 | 1862 | 1997 | 2007 | 2010 | 2017 |
| ---- | ---- | ---- | ---- | ---- | ---- |
| 143  | ↘119 | ↗143 | ↘139 | ↘132 | ↗157 |

## Улицы
Борская, Вишнёвая, Новая, Полевая, Цветочная, Центральная.